# Anchigarypus guadalupensis
Espèce
Synonymes
- Garypus guadalupensis Chamberlin, 1930

Anchigarypus guadalupensis est une espèce de pseudoscorpions de la famille des Garypidae.

## Distribution
Cette espèce est endémique de Basse-Californie au Mexique. Elle se rencontre sur l'île Guadalupe.

## Habitat
Cette espèce se rencontre sur le littoral.

## Systématique et taxinomie
Cette espèce a été décrite sous le protonyme Garypus guadalupensis par Chamberlin en 1930. Elle est placée dans le genre Anchigarypus par Harvey, Hillyer, Carvajal et Huey en 2020.

## Étymologie
Son nom d'espèce, composé de guadalup[e] et du suffixe latin -ensis, « qui vit dans, qui habite », lui a été donné en référence au lieu de sa découverte, l'île Guadalupe.

## Publication originale
- Chamberlin, 1930 : A synoptic classification of the false scorpions or chela-spinners, with a report on a cosmopolitan collection of the same. Part II. The Diplosphyronida (Arachnida-Chelonethida). Annals and Magazine of Natural History, sér. 10, vol. 5, p. 1-48 & 585-620.